# Dirk Schoufs
Dirk Schoufs, né à Bruxelles le 9 février 1962 et mort à Anderlecht le 24 mai 1991, est un contrebassiste, compositeur et arrangeur belge.
Il est notamment connu comme membre du groupe Vaya Con Dios.

## Biographie
Dirk Schoufs est le membre fondateur du groupe Vaya Con Dios avec Dani Klein. Il est également le compositeur, arrangeur et producteur des deux premiers albums du groupe ( Vaya Con Dios et le suivant Night Owls). On lui doit les tubes internationaux Just a Friend of Mine, Puerto Rico, Nah, Neh, Nah ou encore What's a Woman?. Ces deux albums se sont vendus à travers le monde à plus de 7 millions d'exemplaires. Un an avant sa mort, il est "remercié" par sa maison de disques BMG . Il rejoint alors sa fiancée Isabelle Antena avec qui il enregistre l'album Les Derniers Guerriers Romantiques, une ode à leur amour. À quelques jours de la tournée prévue au Japon pour la promotion de l'album, Dirk Schoufs est retrouvé mort le 20 mai 1991, chez sa mère,,d'une overdose. Isabelle lui consacrera l'album Carpe Diem en 1992.
Dirk Schoufs, qui apparaît dans les principaux vidéo clips du groupe Vaya Con Dios, commençait une carrière d'acteur à la fin de sa vie et venait de tourner un film en Allemagne avec Anita Pallenberg.